# العملية بوليفار
كانت العملية بوليفار الاسم الحركي لعملية التجسس الألمانية في أمريكا اللاتينية خلال الحرب العالمية الثانية. كانت العملية تحت سيطرة قسم الشرطة الأمنية الألمانية فيد 4، وكانت في المقام الأول معنية بجمع ونقل المعلومات السرية من أمريكا اللاتينية إلى أوروبا. بشكل عام، نجح الألمان في إنشاء شبكة اتصالات لاسلكية سرية من محطة التحكم الخاص بهم في الأرجنتين، بالإضافة إلى نظام البريد السريع الذي ينطوي على استخدام السفن التجارية الإسبانية لشحن المعلومات الاستخباراتية الورقية.
وبالرغم من ذلك، ألقت السلطات الأرجنتينية القبض على معظم العملاء الألمان العاملين في البلاد في منتصف عام 1944، منهية كافة أنشطة بوليفار الفعالة. علاوة على ذلك، يُعتقد أن المعلومات التي جُمعت خلال العملية كانت أكثر فائدة للحلفاء، الذي اعترضوا الكثير من الإرسالات السرية، مقارنة بألمانيا. وكان لها أيضًا تأثير في إخراج صناع القرار السياسي في الإقليم من حيادهم وإدخالهم في الحيز الأمريكي، أي المكسيك والبرازيل، ولكن أيضًا في الدول ذات الموقع الاستراتيجي التي تنتج السلع التي ثمة حاجة ماسة إليها مثل تشيلي (النحاس) والبيرو (القطن) وكولومبيا (البلاتينيوم).

## العمليات

### النشاطات الباكرة
كان يوهانس سيغفريد بيكر (الاسم الحركي: سارغو) الشخصية الرئيسية في العملية والرجل المسؤول شخصيًا عن تنظيم الجزء الأكبر من عملية جمع المعلومات الاستخباراتية في أمريكا اللاتينية. كان بيكر قد أُرسل للمرة الأولى إلى بوينس آيرس في مايو 1940، مع أوامر بارتكاب أعمال تخريبية، مع شريكه، هاينز لانج (يانسن)، الذي وصل إلى البلاد بعد ذلك بوقت قصير. وبالرغم من ذلك، بعد احتجاجات من السفارة الألمانية في الأرجنتين في أغسطس 1940، تغير الهدف من العملية ليقتصر على التجسس فقط. وسرعان ما اكتُشف أمر بيكر ولانج من قبل السلطات الأرجنتينية، فنقلوا عملياتهم إلى البرازيل، حيث التقوا بغوستاف ألبريشت إنغلز (ألفريدو)، الذي كان جاسوسًا ألمانيًا آخر، ومالكًا لشركة جنرال إلكتريك في كريفيلد. في الأصل جُنّد إنغلز من قبل المخابرات العسكرية الألمانية في عام 1939 لجمع ونقل المعلومات المتعلقة بالاقتصاد من نصف الكرة الغربي إلى ألمانيا. وهكذا أنشأ إنغلز محطة إرسال في ساو باولو، سي إي إل، واستخدم جهاز إرسال لاسلكي مملوك من قبل شركة جنرال إلكتريك التي يملكها لنقل المعلومات التي حصل عليها الوكلاء في كل من البرازيل والولايات المتحدة. حوّل بيكر مع وصوله إلى ساو باولو عملية إنغلز إلى تنظيم يقدم تقارير عن جميع المواضيع التي تهم المخابرات الألمانية. هذا يعني أنه بالإضافة إلى جمع المعلومات المتعلقة بالاقتصاد، سيجمع الوكلاء معلومات حول الشحن والإنتاج الحربي والتحركات العسكرية في الولايات المتحدة والشؤون السياسية والعسكرية في البرازيل.
على الرغم من أن بوليفار كان في الأساس مشروعًا أمنيًا، فإن العديد من العملاء المسؤولين عن جمع المعلومات كانوا جزءًا من أبوير. كان دوشان بوبوف (إيفان) أحد جواسيس أبوير في الولايات المتحدة الذين سافروا كثيرًا إلى البرازيل للتحدث مع إنغلز، الذي كان واحدًا من أنجح العملاء المزدوجين البريطانيين خلال الحرب. وكان من بين جواسيس بوليفار الأخرين ممن تمتعوا بأهميةٍ الملحق الدبلوماسي البحري والجوي الألماني في تشيلي، لودفيغ فون بولين (باخ)، والملحق الدبلوماسي البحري في ريو دي جانيرو، هيرمان بوني (العم إرنست) والملحق الدبلوماسي العسكري في بوينس آيرس، الجنرال نيديفور، والملحق الدبلوماسي البحري في بوينس آيرس، الكابتن ديتريش نيبور (دييغو)، الذي تزعم منظمة التجسس في الأرجنتين. في أواسط العام 1941، انضم هيربرت فون هير (هومبرتو) إلى المنظمة لتوفير معلومات استخباراتية بحرية.

### الأرجنتين
انتهت أعمال التجسس الألمانية الواسعة في البرازيل في مارس من عام 1942، حين اعتقلت السلطات البرازيلية جميع عملاء العدو المشتبه بهم. إلا أن بيكر لم يكن متواجدًا في البلاد بعد أن عاد إلى ألمانيا للقاء برؤسائه. خلال هذا الوقت، كُلف بيكر بمسؤولية الإشراف على كافة أعمال التجسس الألمانية في أمريكا الجنوبية، والتي ستتمحور جميعها حول الاتصالات اللاسلكية، وأُمر بجعل بوينس آيرس محطة التحكم الخاصة به للتواصل مباشرة مع برلين، مع فتح محطات أصغر في بلدان أمريكا الجنوبية الأخرى، والتي ستنقل المعلومات إلى محطة التحكم فقط. أُمر هاينز لانج، الذي فر من البرازيل إلى باراغواي قبل حملة الاعتقالات، بتنظيم شبكة تجسس في تشيلي، وأُرسل جوني هارتموث (غوابو)، عميل القسم فيد 2 الذي فر أيضًا من البرازيل، لتنظيم شبكة في باراغواي. علاوة على ذلك، عُين عميل يدعى فرانزوك (لونا) مسؤولًا عن شبكة اتصالات كان مقررًا إنشاؤها. في فبراير من عام 1943، وبعد مواجهة صعوبة بالغة، تمكن بيكر من العودة إلى الأرجنتين كمسافر متهرب على متن سفينة مسافرة من إسبانيا إلى بوينس آيرس. أنشأ لانج وهارتموث وفرانزوك، الذين أرسلوا بريدًا جويًا إلى باراغواي قبل مغادرة البرازيل، محطة مؤقتة في أسنسيون وأعادوا الاتصالات مع برلين. ومع ذلك، وبعد تلقّي أوامر بيكر، انتقل فرانزوك إلى محطة التحكم الجديدة في بوينس آيرس في مايو من عام 1943، وتوجه لانج إلى تشيلي، وتُرك هارتموث في باراغواي. كان بيكر يأمل في إنشاء محطات اتصال سرية في كل جمهورية في أمريكا الجنوبية، ولكنه لم ينجح سوى في باراغواي وتشيلي والأرجنتين.

### البرازيل
لم تكن مجموعة إنغلز المجموعة الوحيدة النشطة في البرازيل، إذ بدأت تعمل في البلاد ثلاث محطات اتصال سرية في عام 1941، وكان كل منها يخدم شبكة تجسس مختلفة. في مايو، بدأت محطة اتصال ريو دي جانيرو إل آي آر بإجراء اتصالات مع محطة ماكس في ألمانيا. توسعت مجموعة ليرماكس، كما سُميت، لتعمل لا في البرازيل فحسب، بل أيضًا في الأرجنتين والأوروغواي والإكوادور، وتركزت على خدمة المعلومات التجارية، إنفورمادورا رابيدا ليميتادا (ريتا)، التي أديرت من قبل هربرت أو. جاي. مولر (برينز). أديرت محطة الاتصال من قبل فريدريش كمبر (كوينيغ). كان فيستا الاسم الحركي لفون هير في مجموعة ليرماكس، الذي عمل أيضًا كهومبرتو مع مجموعة سيلالد التابعة لإنغلز. وكان هناك أيضًا تداخلات أخرى بين الموظفين، إذ تعاونت كلتا المجموعتين مع بعضهما بعضًا على نطاق واسع. كان غطاء فون هير عمله مع شركة ثيودور فيلي، التي كان العديد من موظفيها أعضاءً في شبكة تجسس أخرى تركزت في محطة سي آي تي CIT في ريسيفي. بدأت مجموعة سي آي تي عملياتها في يونيو من عام 1941، إلا أنها كانت نشطة في البرازيل فقط. تواجدت مجموعة ثالثة وأصغر، تتألف من عميلين فقط، فريتز نواك وهربرت فنترشتاين، بين سانتوس وريو دي جانيرو. أقامت اتصالات مع محطة إل إف إس الألمانية، غير أنها عملت فقط منذ سبتمبر 1941 حتى يناير 1942. ولم تكن أيضًا مرتبطة بمجموعات سيلالد وليرماكس وسي آي تي.

### تشيلي
حين ذهب لانج إلى تشيلي، كان ثمة منظمة ومحطة اتصال عميلة تقوم بأعمالها مسبقًا، فوجد لانج مكانًا لنفسه فيها كمشغل مستقل يمتلك مصادره الخاصة. كانت المحطة، التي تستخدم إشارة المخاطبة اللاسلكية بي واي إل للاتصال بآر إي دبليو في ألمانيا، قد تأسست في أبريل أو مايو من عام 1941 من قبل لودفيغ فون بولين وفريدريك فون شولز هاوسمان (كاسيرو) بحسب ما يبدو.